# Гірчак (рослина)
Гірчак або спориш (Polygonum L.) — космополітичний рід однорічних або багаторічних зіллястих рослин родини гречкових. Латинська назва polygonum походить від грецьких слів πολησ — багато та γονοσ — коліно, від вузловатого багатоколінного стебла.

## Види
В Україні 41 вид, з них деякі декоративні (в культурі), чинбарні, фарбувальні. Найчисленніші: спориш звичайний (Polygonum aviculare L.), росте по засмічених відкритих місцях по всій Україні, використовується як в'яжучий і сечогінний засіб (при хворобах нирок і ниркових каменях), з коріння видобувають синю фарбу; водяний перець (Polygonum hydropiper L.), росте при берегах, по каналах, на луках, у вологих лісах по всій Україні, крім полинового степу, вживають як кровотамуючий засіб, Гірчак зміїний (Polygonum bistorta).
Крім вищезгаданих видів по всій території України поширені: Гірчак земноводний (Polygonum amphybium), Гірчак почечуйний (Polygonum persicaria). В лісових та лісостепових районах зустрічається Гірчак шорсткий (Polygonum scabrum). На субальпійських луках у Карпатах росте Гірчак живорідний (Polygonum viviparum). Дуже рідко на півдні та сході України можна зустріти Гірчак гірський (Polygonum montanum). Культивують як декоративну рослину Гірчак сахалінський (Polygonum sachalinensis). Також в Україні інтродукований Гірчак Панютіна (Polygonum panjutinii).

## Хімічний склад
Трава спориша або гірчака складається з флавоноїду авікулярину і кверцетину, аскорбінової кислоти — до 0,9 % на суху масу. Вітаміни: K, E, каротин, кремнієву кислоту, а також багато її розчинних складників, смол, слизу, жирів, вуглеводів, дубильних речовин — 0,35 % та сліди ефірної олії.

## Практичне використання
Для свіжих салатів придатне молоде листя усіх видів споришу. Дещо кислуваті на смак пагони й листя усіх видів споришу вживають для приготування зелених борщів, юшок, щів.

## Галерея

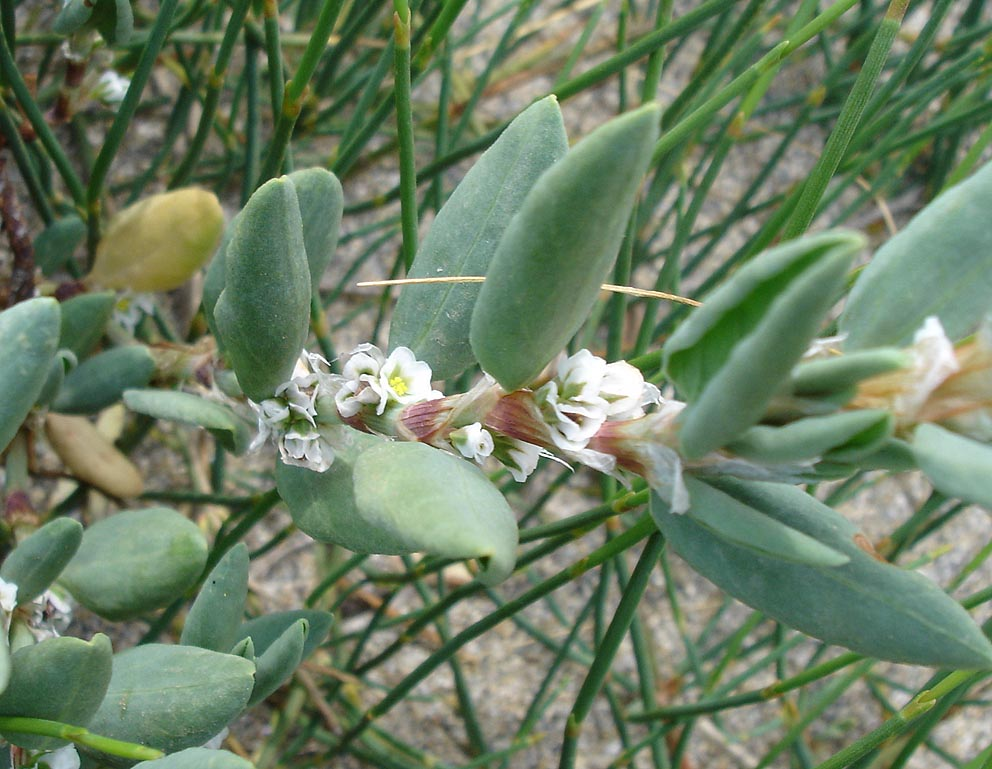
Polygonum maritimum Гірчак морський
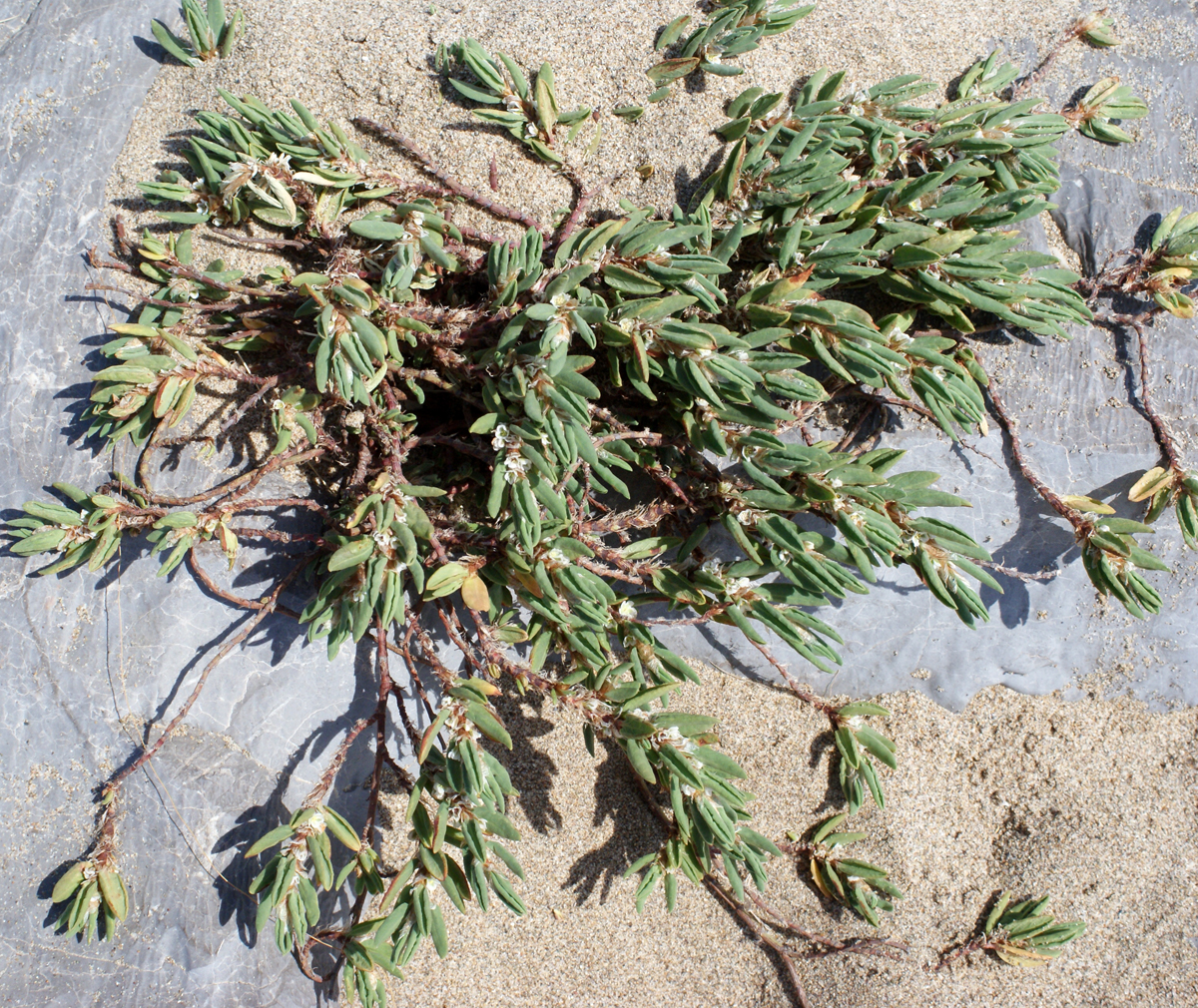
Polygonum maritimum
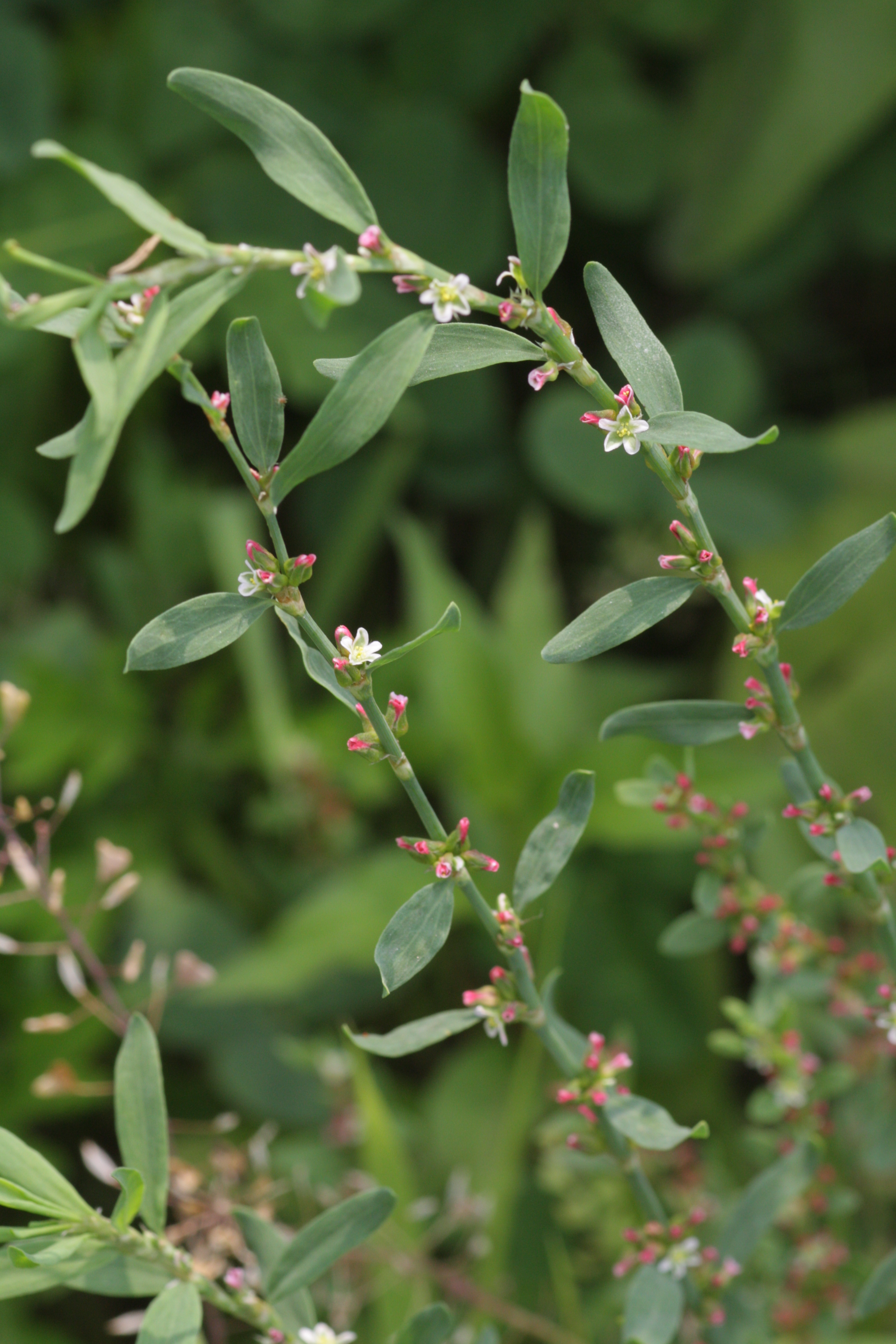
Polygonum aviculare
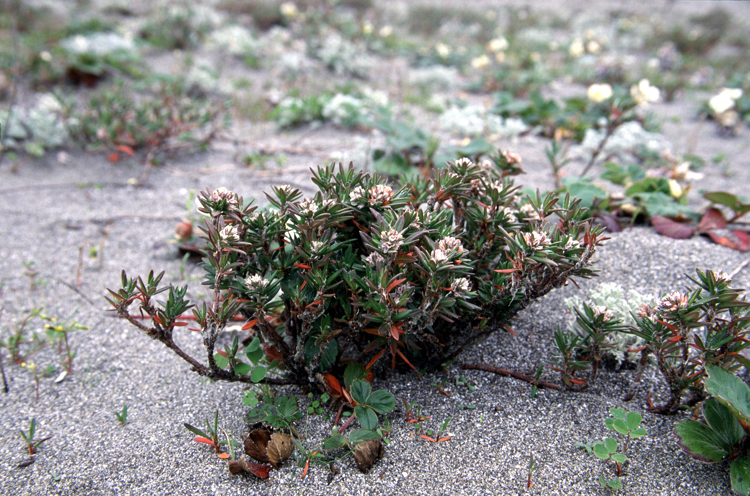
Polygonum paronychia